# 施望千
施望千是唐代六詔之一的施浪詔王，在位年期不明。
他是上任王施望欠之弟，望欠被南詔擊敗後，望千逃到吐蕃，被吐蕃立為詔（王），在劍川建立根據地，有眾數萬人，死後由兒子千旁羅顛繼位。
| 前任： 施望欠 | 六詔施浪詔王 | 繼任： 千旁羅顛 |